# 东莞理工学院政法学院
东莞理工学院政法学院是东莞理工学院的下属学院，前身为东莞理工学院政法系，创立于2000年，现任院长为徐波教授。至今为止是东莞市高校中唯一一个法学院。学院下设“法学系”和“公共事业管理系”两个学系，开设“法学”和“公共事业管理（行政管理）”两个本科课程和“法律事务”、“行政管理”、“公共事业管理”三个专科课程。

## 历史沿革
1992年，国家教委正式批准东莞理工学院建校。
2000年，东莞理工学院政法系正式成立，同年开始招收“国际经济法”专业大专学生。
2002年3月，东莞理工学院经国家教育部批准变更为全日制普通高等院校，同年“法学”与“公共事业管理”专业升格为本科专业。
2003年9月，学院迎来首届本科生。
2004年，学院分别耗资九万元和八万元，兴建占地300平方米的模拟法庭和占地150平方米的思想政治教育信息研究中心。
2008年，东莞理工学院政法学院正式成立。

## 管理团队
院长
- 徐波教授

副院长兼书记
- 鄧斌副教授

| 办公室常务副主任 - 蒋丽静女士 | 工会组长 - 邓新龙先生 |

## 教研单位

### 学系设置
| - 法学系 | - 公共事业管理系 |

### 其他教研单位
| - 模拟法庭 | - 思想政治教育信息研究中心 |

## 学生团体
| - 学生会 | - 大学生法学会 | - 政法报社 |